# Hot Space
Hot Space är det tionde studioalbumet av den brittiska rockgruppen Queen, utgivet den 21 maj 1982 i Storbritannien genom EMI och utgiven i USA dagen därpå via Elektra Records. Albumet spelades in mellan juli 1981 och mars 1982 i Mountain Studios i Montreux, Schweiz och i Musicland Studios i München, Tyskland. Albumet producerades av Queen och Reinhold Mack, förutom låten "Under Pressure" som producerades av Queen tillsammans med David Bowie.
På Hot Space går avviker bandet från deras tidigare sound och man brukade på detta album istället inslag av disco, pop, R&B och elektronisk dansmusik, detta främst efter bandets stora succé med "Another One Bites the Dust" två år tidigare. Detta medförde att albumet blev mindre populärt bland fansen, som föredrog den traditionella rockstil som bandet blivit associerat med.
Albumet nådde på USA:s Billboard 200 plats 22, medan det i Storbritannien nådde plats fyra på albumlistan. Sex singlar släpptes från albumet, "Under Pressure", "Body Language", "Las Palabras de Amor (The Words of Love)", "Calling All Girls", "Staying Power" och "Back Chat".

## Historia

### Inspelning och produktion
Efter succén med The Game, och gruppens första konserter i Sydamerika, gick Queen åter in i studion under sommaren 1981. Man valde att spela in i Mountain Studios i Montreux, Schweiz; denna studio hade gruppen köpt drygt två år tidigare 1979. Likt de två föregående studioalbumen arbetade man även denna gång med Reinhold Mack som producent. David Richards, som kom att producera album med Queen några år senare, föreslog att gruppen skulle testa att arbeta med David Bowie, som vid denna tidpunkt också spelade in på Mountain Studios. Man började arbeta tillsammans på en av Roger Taylors låtidéer, "People on Streets". Denna låt kom senare att bli "Under Pressure". Inspelningssessionerna avbröts då gruppen påbörjade en turné i Venezuela och Mexiko hösten 1981, samt för två konserter i Montreal den 24 och 25 november. Novemberkonserterna spelades in och gavs ut på Rock Montreal 2007 och man spelade där "Under Pressure" live för första gången.
Inspelningarna återupptogs under nyår i Musicland Studios i München. Mycket på grund av bandets succé med "Another One Bites the Dust" så valde man att vika av mot ett mer kommersiellt håll; albumet innehåller inslag av disco, R&B, pop och på flera låtar har John Deacons elbas ersatts av en syntbas. Sessionerna avslutades sedan i mars 1982. Bowie sjöng även på låten "Cool Cat", men enligt Brian May var han inte nöjd med sitt arbete på låten; "David spelade in en tagning. Jag tror inte att någon tänkte så mycket på det, förutom att det var ett snyggt tillskott. Vi skickade ett meddelande till honom och sade att vi använt hans tagning, och han svarade; 'Jag vill att ni tar bort den, för jag är inte nöjd med den.' Tyvärr meddelade han inte oss förrän ungefär en dag innan albumet var tänkt att ges ut vilket var ett bakslag. Det försenade albumets utgivning."

### Utgivning

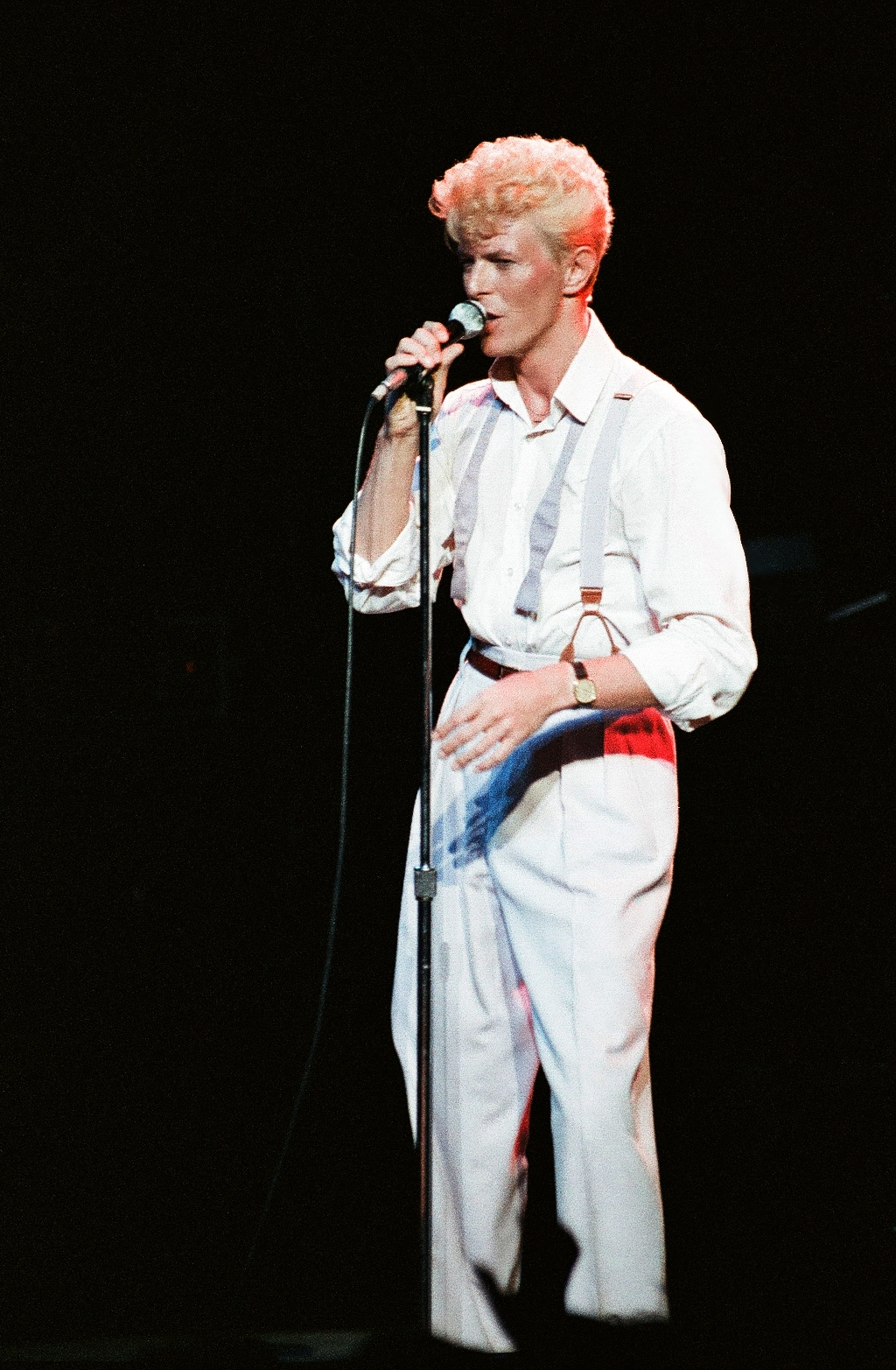
Queen skrev "Under Pressure" tillsammans med David Bowie.

Första singel från Hot Space blev "Under Pressure", som gavs ut den 26 oktober 1981 – drygt sju månader innan albumet gavs ut. Låten gick direkt in på topp-10 och gick den in på brittiska singellistan den 14 november 1981 på plats åtta. Veckan därpå tog den över förstaplaceringen från The Polices låt "Every Little Thing She Does Is Magic", och blev därmed gruppens andra singeletta i Storbritannien. Singeln låg på topp-10 i totalt fem veckor, varav två av dessa som nummer ett. I USA gavs "Under Pressure" ut en dag senare än i Storbritannien, och trädde in på Billboard Hot 100 som nummer 80 den 7 november 1981. Den låg kvar på listan i totalt 15 veckor och nådde plats 29 som bäst. Låten var en stor succé och tog sig in på topp-10 i bland annat Argentina, Australien, Irland, Kanada, Nederländerna, Norge, Nya Zeeland, Schweiz, Sverige, Sydafrika och Österrike. Nästa singel, Mercurys "Body Language", gavs ut den 19 april 1982. Låten fick ett ljummet mottagande i Storbritannien och nådde som bäst endast plats 25 – bandets sämsta notering för en studioinspelad singel sedan det gav ut "Spread Your Wings" drygt fyra år tidigare. Singeln gick dock bättre i USA och nådde som bäst plats elva; av Queens efterföljande singlar så är det endast "Bohemian Rhapsody" / "These Are the Days of Our Lives" som nått en bättre placering i USA. I övriga länder nådde "Body Language" topp-10 i bland annat Nederländerna, Norge och Sverige.
Hot Space gavs ut den 21 maj 1982 i Storbritannien av EMI och dagen därpå i USA av Elektra Records. Albumet debuterade som på den brittiska albumlistan som nummer fyra, vilket också blev albumets högsta placering. Albumet låg kvar på listan i totalt 19 veckor, varav de tre första på topp-10. Albumet certifierades med en guldskiva redan nio dagar innan det gavs ut, på grund av förhandsbeställningar. I USA nådde Hot Space sin bästa placering under den fjärde försäljningsveckan då den tog sig in på plats 22. Det certifierades den 12 juli 1982 med en guldskiva, vilket innebär att det sålt i över 500 000 exemplar. I övriga länder tog sig albumet upp på topp-5 i bland annat Nederländerna, Norge, Nya Zeeland, Sverige, Tyskland och Österrike.
Den tredje singeln från albumet, "Las Palabras de Amor (The Words of Love)", gavs ut den 1 juni 1982. Låten nådde en högre placering i Storbritannien än "Body Language" (plats 17), men blev ändå ingen större succé. Låten var gruppens första studiosingel att misslyckas att ta sig in på Billboard Hot 100 sedan "Jealousy" gavs ut i april tre år tidigare. Den nådde dock topp-20 i bland annat Schweiz och Nederländerna. Två av de tre efterföljande singlarna, "Calling All Girls" och "Staying Power", gavs endast ut i ett begränsat antal länder. "Calling All Girls" nådde plats 60 i USA och var Queens första singel skriven av Taylor. "Back Chat" gavs ut den 9 augusti och nådde som bäst plats 40 i Storbritannien, vilket vid tidpunkten var gruppens näst sämsta placering för en singel i hemlandet. I USA tog den sig inte ens i på Billboard 100.

### Mottagande
På grund av disco-pop soundet på albumet, anses "Hot Space" allmänt av både fans och kritiker vara ett av Queen sämsta studioalbum. Stephen Erlewine på Allmusic sade att "bandet som en gång stolt proklamerade att de inte använde sig av syntar på deras album har plötsligt och dramatiskt vänt och ägnar hela första sidan av albumet till robotaktig, new wave dans-pop, som drivs av trummaskiner och syntar, med Brian Mays gitarr som ibland bara kommer in som en krydda." Alex Petridis på The Guardian gav albumet två stjärnor och sade; "Liksom Queen så var discon melodramatisk, väldigt feminin, extravagant arrangerad och allätande i dess influenser. Eller åtminstone så var den det. När Hot Space gavs ut 1982 hade discon muterat in i konstiga, beniga, elektroniska ljud uppfunna av DJ Larry Levan, som verkligen inte passade Queen alls". Michael Jackson, som var nära vän med bandet under denna tid, sade senare att "Hot Space" influerat hans egna album Thriller.

## Turné

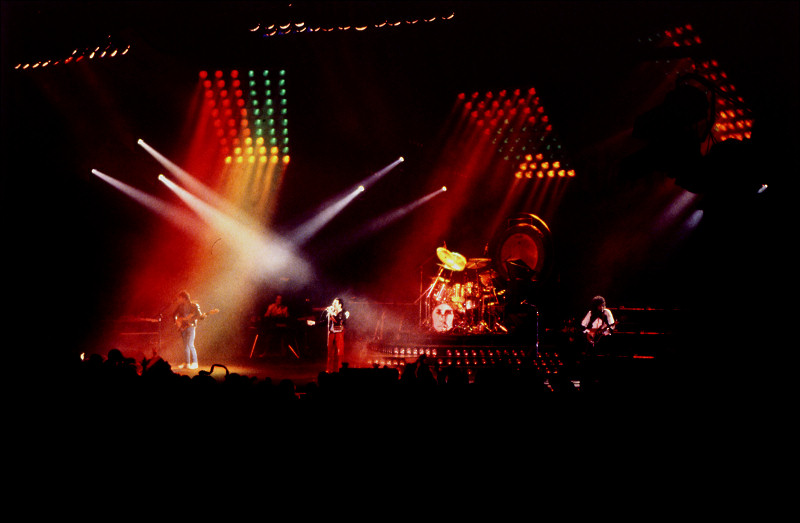
Queen live i Drammen, Norge under Hot Space-turnén.

Turnén som följde påbörjades i Europa med konserter i Göteborg och Stockholm i början av april 1982. Totalt gjorde gruppen 30 konserter runtom Europa varav 12 av dessa var i Tyskland. Europaturnén avslutades med 4 konserter i Storbritannien; Brian May har senare sagt att konserten i Leeds den 29 maj var en av gruppens bästa. I mitten av juli gick turnén vidare till Nordamerika vilken varade fram till den 15 september. Bandet gjorde totalt 33 konserter i USA och Kanada och dessa kom också att bli Queens sista i Nordamerika. Mellan den 19 oktober och den 3 november gjorde avslutades turnén med 7 konserter i Japan.
Bortsett från "Dancer", "Las Palabras de Amor (The Words of Love)" och "Cool Cat", så spelades samtliga av albumets låtar under denna turné. På låten "Staying Power" spelade John Deacon gitarr för första och sista gången under Queens konserter. Basen spelades istället på synt av Morgan Fisher eller Fred Mandel. Fisher spelade med bandet under Europadelen av turnén och ersattes därefter av Mandel.
Ett CD/DVD-set med gruppens konsert från den 5 juni 1982 i Milton Keynes utanför London gavs ut 2004 som Queen on Fire – Live at the Bowl. Låtar från konserter i Japan och Österrike under samma turné gavs ut som extramaterial på DVD:n.

## Låtlista
| 1. | Staying Power   | Freddie Mercury | 4:13 |
| 2. | Dancer          | Brian May       | 3:50 |
| 3. | Back Chat       | John Deacon     | 4:36 |
| 4. | Body Language   | Mercury         | 4:32 |
| 5. | Action This Day | Roger Taylor    | 3:33 |

| 1.           | Put Out the Fire                         | May               | 3:19  |
| 2.           | Life Is Real (Song for Lennon)           | Mercury           | 3:33  |
| 3.           | Calling All Girls                        | Taylor            | 3:52  |
| 4.           | Las Palabras de Amor (The Words of Love) | May               | 4:32  |
| 5.           | Cool Cat                                 | Deacon/Mercury    | 3:29  |
| 6.           | Under Pressure                           | Queen/David Bowie | 4:07  |
| Total längd: | Total längd:                             | Total längd:      | 43:29 |

| 1. | Staying Power (Live in Milton Keynes, june 1982) | Mercury | 3:57 |
| 2. | Soul Brother (b-sida)                            | Mercury | 3:36 |
| 3. | Back Chat (Single remix)                         | Deacon  | 4:12 |
| 4. | Action This Day (Live in Tokyo, november 1982)   | Taylor  | 6:25 |
| 5. | Calling All Girls (Live in Tokyo, november 1982) | Taylor  | 4:45 |

## Medverkande
| Queen - John Deacon – bas, gitarr, synthesizer - Brian May – gitarr, kör, synthesizer, piano - Freddie Mercury – sång, piano, synthesizer - Roger Taylor – trummor, sång, synthesizer, gitarr, keyboard | Övriga medverkande - David Bowie – sång, slagverk, keyboard - Arif Mardin – brass Produktion - Producent – Queen och Mack ("Under Pressure" av Queen och David Bowie) - Artwork – Norm Ung, John Barr och Steve Miller - Foto – Simon Fowler |

## Listplaceringar och certifikat
| Land:          | Organisation: | Topplacering: | Sålda ex: | Certifikat: | Ref:         |
| -------------- | ------------- | ------------- | --------- | ----------- | ------------ |
| Nederländerna  | NVPI          | 1             |           |             | [ 9 ]        |
| Norge          | IFPI          | 3             |           |             | [ 9 ]        |
| Nya Zeeland    | RIANZ         | 5             |           |             | [ 9 ]        |
| Storbritannien | BPI           | 4             | 100 000+  | Guld        | [ 2 ] [ 10 ] |
| Sverige        | IFPI          | 4             |           |             | [ 9 ]        |
| Tyskland       | BVMI          | 5             |           |             | [ 9 ]        |
| USA            | RIAA          | 22            | 500 000   | Guld        | [ 1 ] [ 11 ] |
| Österrike      | IFPI          | 1             |           |             | [ 9 ]        |